# 飛彈科技管制建制

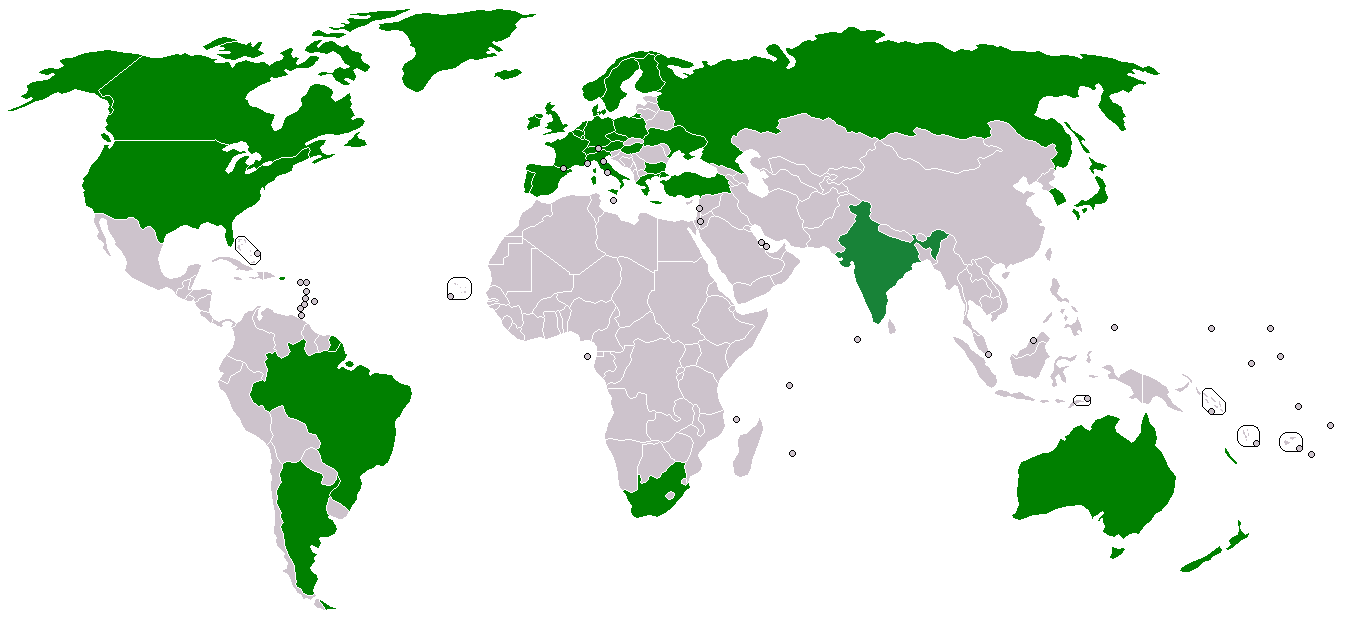
飛彈科技管制建制會員國

飛彈科技管制建制（英語：Missile Technology Control Regime，缩写：MTCR）是一个非正式、自愿的国家联盟构成的多边出口管制制度，建立于1987年4月，目標是規範與管制參與國的飛彈技術輸出與擴散。飛彈科技管制建制主要始於美國前總統雷根1982年簽署的第70號國家安全命令。隨後美國便與西方國家進行協商，最初的參與國有美國、英國、德國、法國、義大利、加拿大與日本，目前有35個會員國。擁有最多彈型的中國非簽署國，部分原因是中國一度曾於2004年申請加入，但當年首爾成員國年會討論後，未獲共識。

## 主要規範
MTCR建制的核心是限制大推力飛彈及其技术的扩散, 其核心标准可简
称为500公斤/300公里标准,即严格限制能够将 500公斤以上彈頭投送到
300千米之外的飛彈之出口。按照用于上述飛彈的可能性,相关部件和
技术被划分为两类,包括第一类品項：即能够直接用于上述飛彈的零件和技术。以及第二类品项：即有可能转用于飛彈的「两用品」和技术。MTCR 对第一类品项的出口进行严格限制,凡属于第一类的飛彈、零件、技术、生产设备等，均禁止出口。对于第二类品项的出口,MTCR的规定较为灵活, 在具有最终用途保障，即保证所出口的飛彈、零件及技术等不能用于制造大推力飛彈弹)的基础上，可以出口。可能的违反MTCR的行为包括以下两个方面: 第一、传统进攻性飛彈（特指地对地、地對海彈道飛彈)、火箭、太空發射載具及遠程無人機技术的出口；第二、飛彈防御系统技术的出口。
MTCR对其加入国之间的出口做了明确的规定,即簽署国之间也应像簽署国与非簽署国之间一样遵守出口限制。簽署国的身份并不意味着他们之间可以出口不允许的品项。

## 發展與制裁
該建制的運用主要是美國援引制裁中國。例如1991年6月老布希政府以中國向巴基斯坦出口東風11飛彈技術為由，禁止向中國出口超級計算機等技術。2022年1月美國國務院制裁中國的中國航天科技集團有限公司與保利集團等3家實體，理由是擴散飛彈技術。中國航天（太空）集團是中國歷史最久、規模最大的導彈武器和運載火箭研發、試驗和生產基地。
又例如美國國務院2024年9月12日再度宣布制裁北京機械工業自動化研究所，稱其向巴基斯坦出口飛彈技術，用於測試大直徑火箭發動機的設備，是「故意向非飛彈科技管制建制（MTCR）國家轉移受該機制限制的設備和技術。」中國駐美大使館則反駁稱「反對沒有國際法依據、也沒有聯合國安理會授權的單邊制裁和長臂管轄」（指MTCR）。。
關於他國指責美國與盟國、夥伴國間的飛彈技術合作與進出口，美方的回應可以美国政府在2003年5月的一份政策文件中的闡述為例：「美国准备在不妨碍与盟国的飛彈防御合作的条件下执行MTCR。」原文是"The MTCR and missile defenses play complementary roles in countering the global missile threat. The United States intends to implement the MTCR in a manner that does not impede missile defense cooperation with friends and allies."。
美方基於上述考量，除了出口攻擊性的三叉戟飛彈給予英國，也與以色列、澳洲、日本、印度等多個北約或其他夥伴國開展飛彈防禦系統技術合作，特別是可繞開MTCR規定卻有相同軍事效果的攻擊性無人機的合作。 另外，媒體報導台灣政府高層同意，雙方簽署台灣遵守MTCR的文件，從2023年起，美方對台開放飛彈製造相關技術與生產推進劑等關鍵原材料設備，並可合作進行飛彈測試等準盟邦待遇，或將有助於台方發展雲峰飛彈等遠程飛彈武器。
中國於2000年11月22日正式聲明承諾「將不以任何方式協助其他國家發展運載大規模毀滅性武器的飛彈」，並稱將根據其防止飛彈擴散基本立場和出口管制政策，進一步完善和加強相關的出口管制制度，並且將頒布包括飛彈相關項目的全面出口管制清單之重要措施。但此舉可能主要是受制於制度性監視和美國制裁的影響，並想將爭議與美國對台軍售、TMD 在東北亞的發展掛勾。此企圖美方不認同並繼續對華制裁，於是MTCR也難以實質管制中方的出口。

## 外部連結
- 官方网站 （英文）